# Покровський провулок (Одеса)
Покро́вський прову́лок (рос. Покровский переулок; колишні назви — ву́лиця Рома́на Шухе́вича, прову́лок Грибоє́дова (рос. Переулок Грибоедова) та прову́лок Копе́рника (рос. Переулок Коперника)) — провулок у Приморському районі міста Одеси, в історичному центрі міста. За нумерацією Покровський провулок іде з півночі на південь.
Довжина провулка близько 300 метрів, або два квартали. З півночі він виходить на вулицю Святослава Караванського у районі між проспектом Українських Героїв та вулицею Європейською. У середній частині провулка він перетинається вулицею Єврейською і далі закінчується перетином із вулицею Троїцькою.

## Історія
Відомості про цю маленьку місцевість у самому центрі Одеси сягають 1798 року, коли на цьому місці було побудовано невелику старовірницька церкву. 19 травня 1813 року було почато перебудову церкви у нову трьохпрестольну. А вже 1 (14) жовтня 1822 році її було побудовано й освячено в ім'я Покрови Пресвятої Богородиці. Вона знаходилася між вулицями Поштовою (нині Святослава Караванського) та Єврейською, проспектом Українських Героїв та Покровським провулком. Назва провулка Покровський, з'явилася ще на початку забудови міста Одеси, з 19 січня 1820 року.
Така назва проіснувала до приходу до влади більшовиків. У 1930-х роках за часів комуністичної влади було підірвано церкву. У той же час лунали пропозиції перейменування провулка на Безвірницький, однак, таку назву отримав Старорізничний провулок (нині вулиця Старорізнична), а Покровський провулок, за деякими джерелами було перейменовано на провулок Коперника, на честь видатного польського астронома та математика Миколи Коперника. У 1937 році провулок Коперника було перейменовано на провулок Грибоєдова, названий на честь російського письменника та дипломата, Олександра Грибоєдова. Стара назва проіснувала всього кілька років, до середини Другої світової війни, під час якої в окупованій німецько-румунськими військами Одесі, провулку було повернуто історичну назву, Покровський. Після захоплення міста Червоною армією, 10 квітня 1944 року вулицям було повернуто їх довоєнні назви, так Покровський провулок знову отримав назву Грибоєдова.
14 вересня 1999 року на сесії Одеської міської ради було прийнято рішення № 204-XXIII про перейменування провулка Грибоєдова на провулок Романа Шухевича, на честь Романа Йосиповича Шухевича, видатного українського політичного, військового та державного діяча, ідеолога Організації українських націоналістів та командира Української повстанської армії. Тодішній міський голова, Едуард Йосипович Гурвіц висловився з цього приводу так:
|                  | Ми перейменували провулок Грибоєдова на вулицю Шухевича — ворога КДБ, який бився з кадебістами на Західній Україні. Оригінальний текст (рос.) Мы переименовали переулок Грибоедова в улицу Шухевича - врага КГБ, который сражался с кагэбэшниками в Западной Украине. |
| — Едуард Гурвіц, | |

З цього приводу висловився також відомий одеський краєзнавець Олег Губар:
|               | Це політична кон'юнктура. Я вже говорив, що Покровський провулок, замість того, щоб повернути… я з великою симпатією ставлюся до Грибоєдова. Проте, коли йому не повернули назву Покровський, а перейменували в Шухевича, це викликало не тільки роздратування, але і подив. Чому? Спочатку знищили Покровський храм, а потім знищили і пам'ять про цей храм. Тобто, коли ми говоримо «Покровський провулок», ми, як би, відтворюємо присутність там Покровського єдиновірчеського храму. Це був храм одеських старообрядців. Це був храм перших першобудівників Одеси, тому що якщо говорити про старообрядців, то це були переважно російські купці, що сформували зону старого базару і це були перші лідери Одеси, перший мери, перші муніципальні мери. Оригінальний текст (рос.) Это политическая конъюнктура. Я уже говорил, что Покровский переулок, вместо того, чтобы вернуть…я с большой симпатией отношусь к Грибоедову. Тем не менее, когда ему не вернули название Покровский, а переименовали в Шухевича, это вызывало не только раздражение, но и удивление. Почему? Сначала уничтожили Покровский храм, а затем уничтожили и память об этом храме. То есть, когда мы говорим Покровский переулок, мы как бы воссоздаем присутствие там Покровского единоверческого храма. Это был храм одесских старообрядцев. Это был храм первых первостроителей Одессы, потому что если говорить о старообрядцах, то это были преимущественно русские купцы, сформировавшие зону старого базара и это были первые лидеры Одессы, первые мэры, первые муниципальные мэры. |
| — Олег Губар, | |

Згодом провулку було повернуто стару історичну назву — «Покровський», яку він носить дотепер.

## Пам'ятки історії та архітектури
| Зображення | Найменування пам'ятки       | Дата спорудження / відбудови | Адреса                                                                       | Архітектор                    | Рішення обласного виконавчого комітету | Охоронний номер |
| ---------- | --------------------------- | ---------------------------- | ---------------------------------------------------------------------------- | ----------------------------- | -------------------------------------- | --------------- |
|            | Будинок Жебрака з лавками   | 1830-ті                      | Єврейська вул., 47 — ріг просп. Українських Героїв, та Покровського пров., 6 | Франц Боффо                   | № 580 від 27 грудня 1991 року          | 252-Од          |
|            | Прибутковий будинок Трігера | 1905                         | Покровський пров., 5 (лівоворотня споруда)                                   | А. В. Юргевич, Л. М. Чернігов | № 580 від 27 грудня 1991 року          | 644-Од          |
|            | Будинок Філюріна            | І половина ХІХ століття      | Покровський пров., 8                                                         |                               | № 580 від 27 грудня 1991 року          | 645-Од          |
|            | Будинок житловий            | 1839                         | Покровський пров., 12—14                                                     |                               | № 580 від 27 грудня 1991 року          | 646-Од          |
|            | Будинок Зельдовича          | 1912                         | Троїцька вул., 48 ріг Покровського пров.                                     | О. С. Файфель                 | № 580 від 27 грудня 1991 року          | 872-Од          |